# 布吕马特
布吕马特（法語：Brumath，法語發音：[bʁymat] ⓘ），法国东北部城市，大东部大区下莱茵省的一个市镇，阿格诺-维桑堡区，其市镇面积为29.5平方公里，2022年1月1日时人口数量为10,369人，在法国城市中排名第1,007位。
布吕马特位于下莱茵省北部，距离斯特拉斯堡大约20公里，是一个区域性的中心城市和交通枢纽，有两条高速公路在此交汇。

## 地名来源

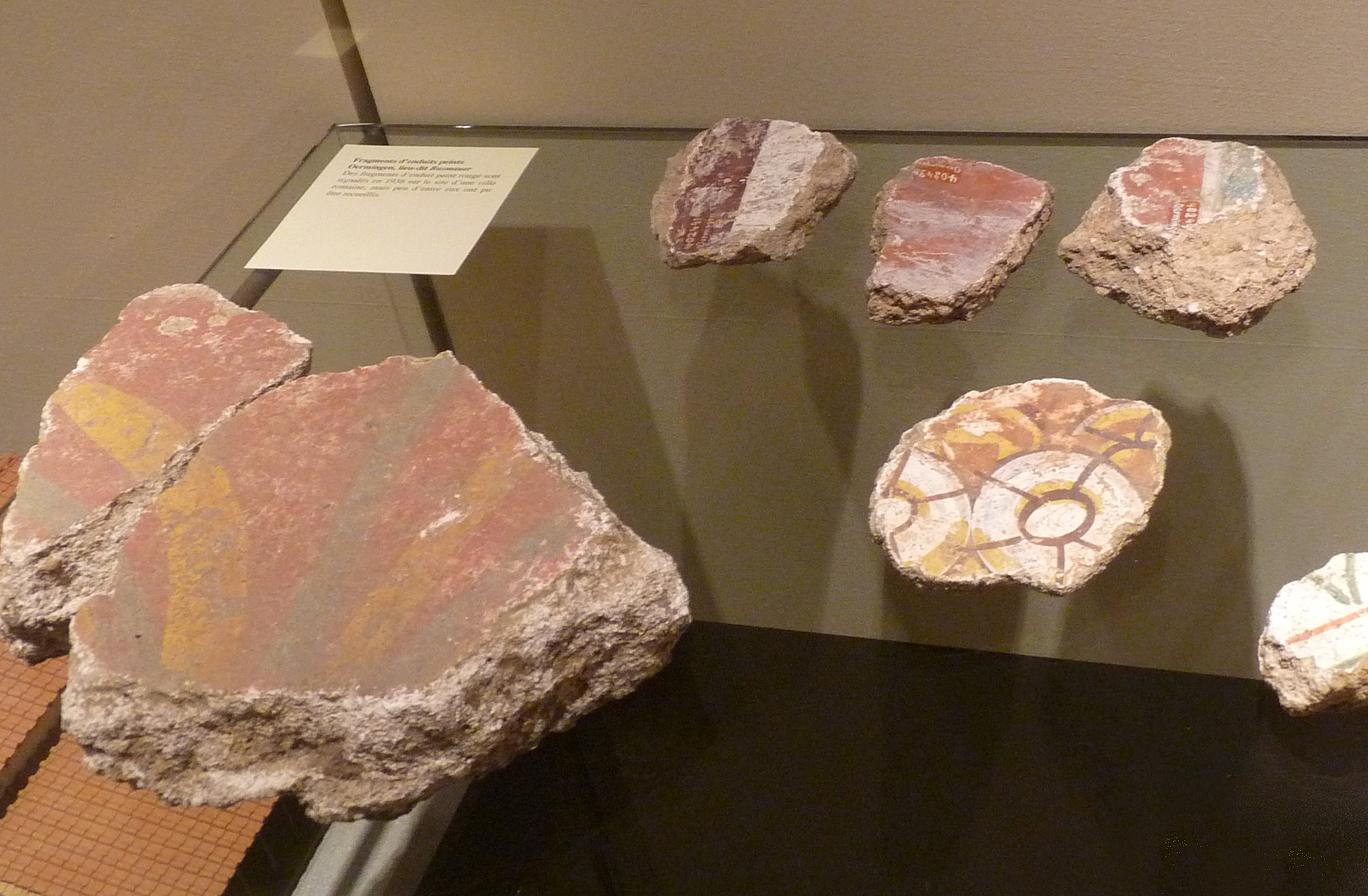
布吕马特出土的部分文物

“布吕马特”一名最初以的形式被古希腊地理学家克劳狄乌斯·托勒密记录，其中在拉丁语中意为獾；则意为“农业集市”。

## 历史
布吕马特境内曾发现距今7,000年的古典时期的农业活动痕迹，而当地的坟冢经考证其年代距今亦有3,500年的历史。公元前58年，凯撒大帝率军占领此地。中世纪初期，布吕马特曾多次遭到外敌的入侵。公元772年，查理曼大帝曾短居于此。中世纪中后期，布吕马特长期为一个普通村落，宗教战争及三十年战争时期，布吕马特曾多次被烧毁。法国大革命后，布吕马特成为下莱茵省的一个市镇，工业革命期间，巴黎－斯特拉斯堡铁路由此通过，当地居民数量逐渐增加，并出现了一些工业部门。普法战争后，布吕马特及所在的阿尔萨斯-洛林地区被普鲁士军队占领，直到一战结束后才返回法国。二战时期再次被纳粹德军占领。战后，随着斯特拉斯堡城市扩张以及德法间经济来往的加强，布吕马特逐渐发展成为斯特拉斯堡的一个卫星城，其西北部出现了工业开发区。
2015年，布吕马特所属的斯特拉斯堡乡区撤销，布吕马特改属新成立的阿格诺-维桑堡区。

## 地理

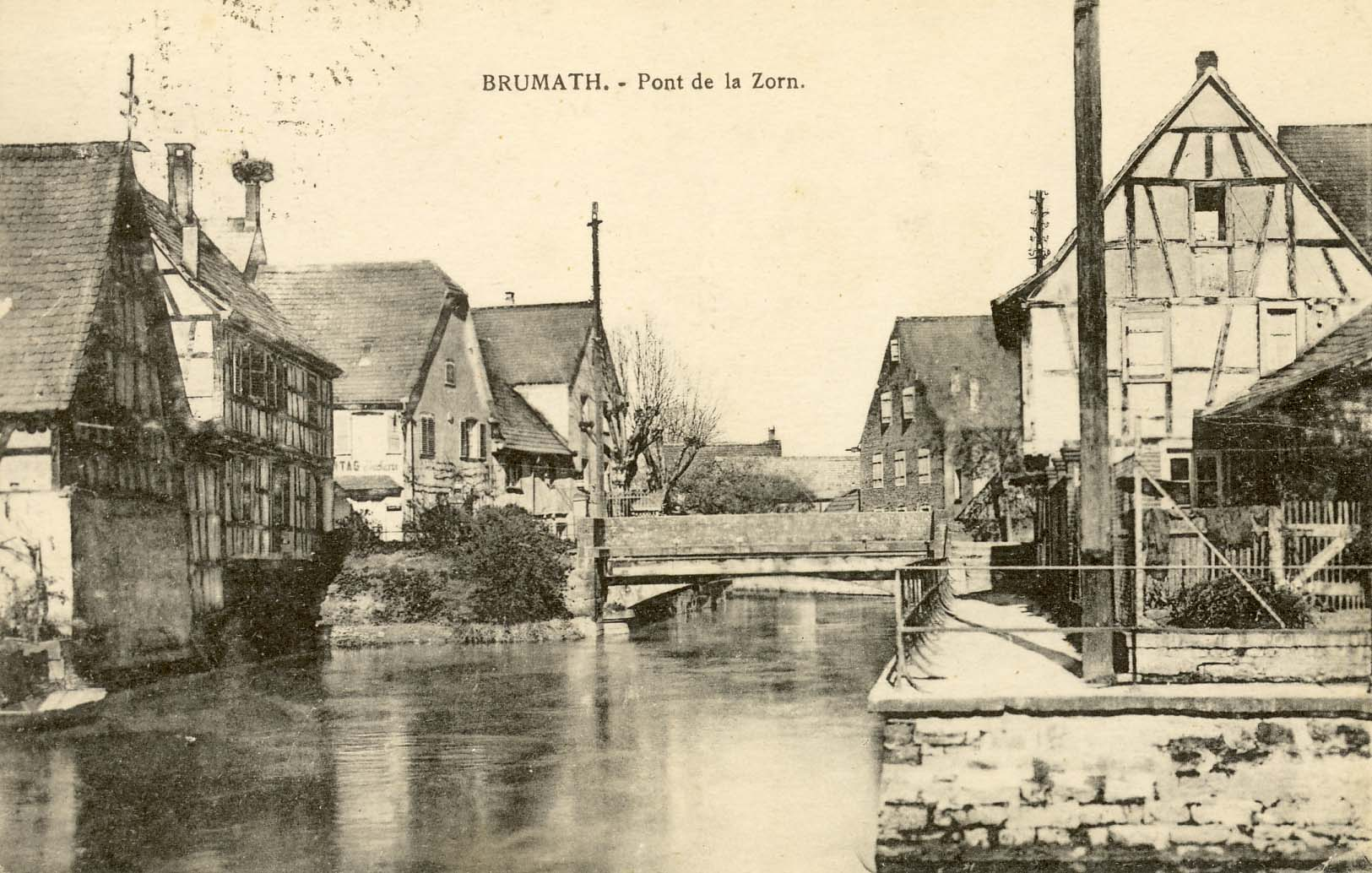
横跨佐恩河的桥梁

布吕马特位于法国东北部，大东部大区东北部和下莱茵省北部，距离省会斯特拉斯堡大约19公里。与布吕马特接壤的市镇包括：埃克韦尔桑、奥尔维赛姆、比尔维赛姆、贝尔诺尔桑、多讷奈姆、热代尔坦、克罗特维莱、克里耶格桑、罗泰尔桑、文德奈姆、韦特布吕克、温格赛姆-莱卡特尔邦。

### 地形
布吕马特位于阿尔萨斯平原北段，境内地势平坦，西南侧略有起伏，全境海拔在136到189米之间。

### 水文
佐恩河流经境内，该河是莱茵河的左岸支流。

### 植被
布吕马特属于温带落叶林区，市区南侧和西侧有大片天然森林分布。

### 气候
布吕马特在柯本气候分类法中属于温带海洋性气候，但因其距离海岸线相对较远，故又有一定的大陆性特征。

## 行政区划
布吕马特是法国大东部大区下莱茵省的一个市镇，编号为67067。布吕马特隶属于阿格诺-维桑堡区，管理布吕马特县，同时也是阿格诺城市圈公共社区的组成部分。
法国国家统计与经济研究所（简称）在进行数据统计时，将布吕马特在内的周边共268个市镇划为斯特拉斯堡城市区。同时，还将布吕马特市镇分为了4个“块区”（IRIS），以便于统计人口分布情况。

## 交通

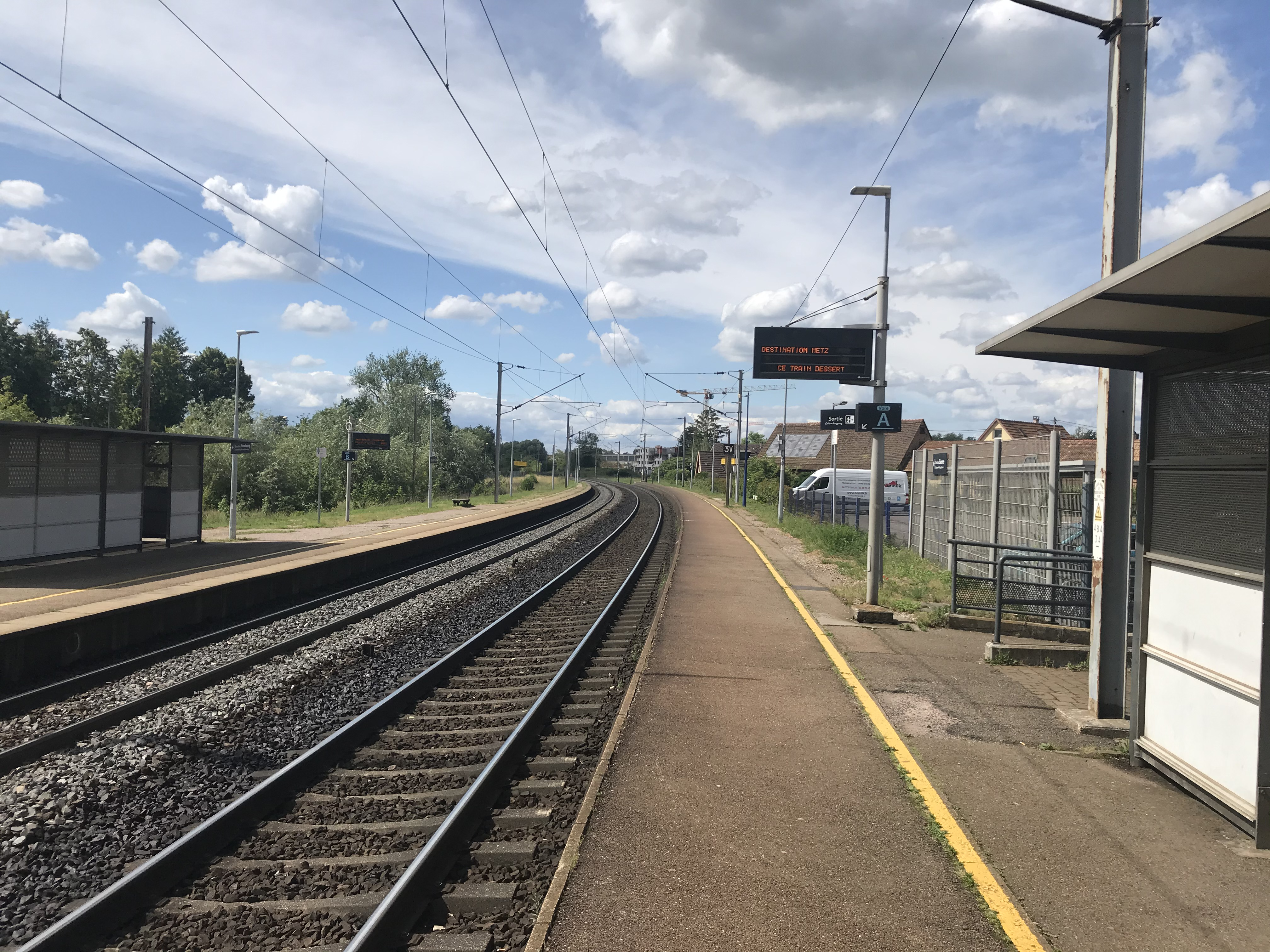
布吕马特火车站的轨道

### 公路
法国A4高速公路从境内西侧过境，通过47号互通式出入口与布吕马特市区以及A340高速公路相连；此外多条下莱茵省省道在布吕马特境内交汇，大东部大区下属的城际客运提供巴士线路，可前往周边部分市镇。
2017年，83.3%的布吕马特家庭拥有至少一辆的私人汽车。2018年，布吕马特境内共发生各类交通事故3起，造成1人遇难，2人受伤。

### 铁路
布吕马特位于巴黎－斯特拉斯堡铁路上。布吕马特站位于市区西北部，停靠往返于斯特拉斯堡和萨韦尔讷一线的区域列车，部分车次可延伸至萨尔堡。

### 航空
距离布吕马特最近的民用航空站为斯特拉斯堡国际机场，距离布吕马特市中心的公路里程约30公里。

### 城市公共交通
布吕马特暂无城市公共交通系统。

## 政治

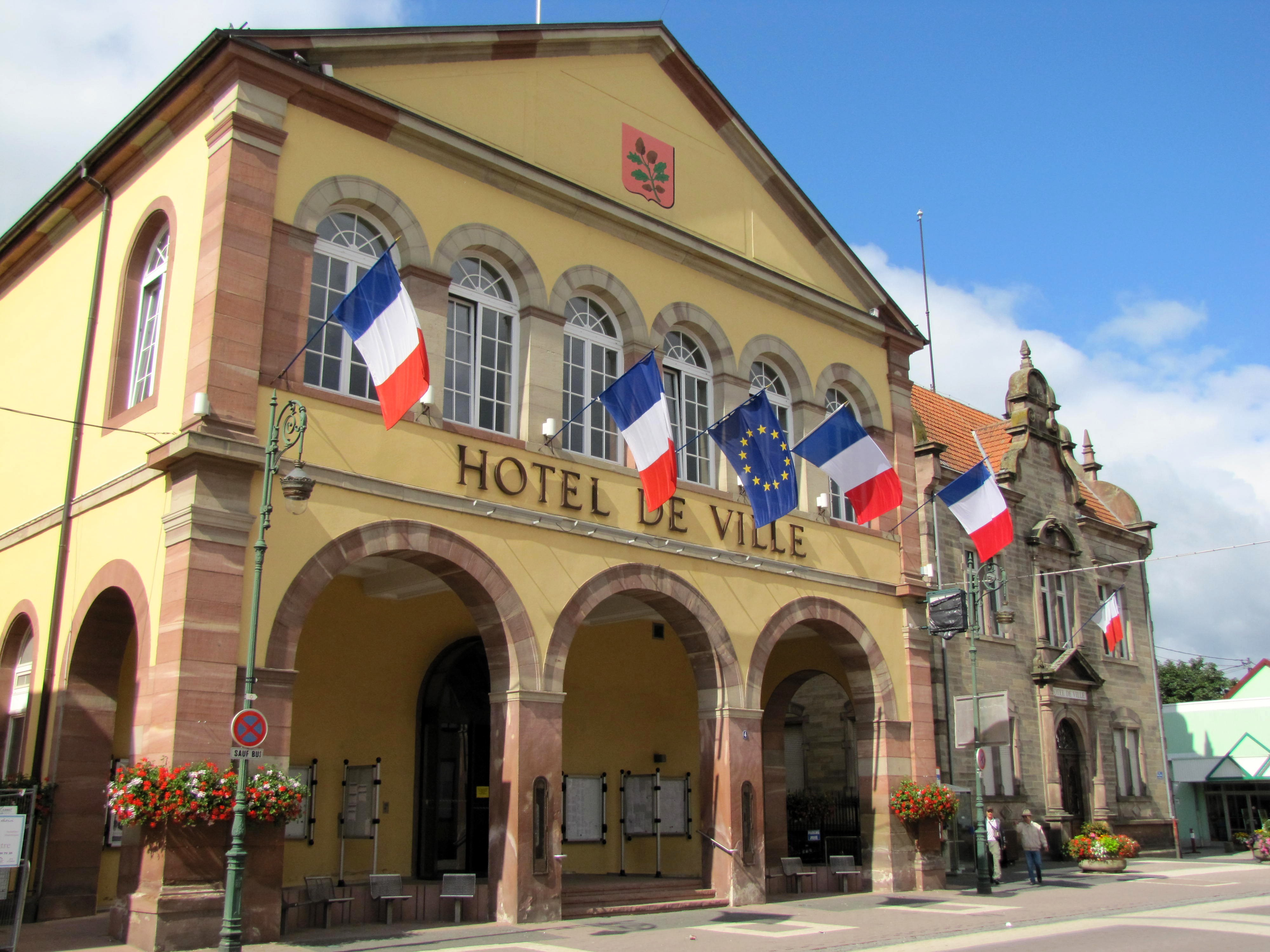
布吕马特市政厅

布吕马特的现任市长为艾蒂安·沃尔夫先生（Étienne Wolf），他是共和党的一名成员，在2020年的市政选举中获得了57.7%的支持率。
在2017年的法国总统大选中，法国第25任总统埃马纽埃尔·马克龙在布吕马特获得了61.29%的支持率。

## 人口
2017年，布吕马特市镇人口数量为9,986，在法国排名第1,007位。其中男性4,751人，女性5,235人，75岁及以上人口占8.9%，外籍人口数量为2,113人，人口密度为338人/平方公里，当地居民被称为（男性）或（女性）。2018年，布吕马特境内出生91人，死亡人口139人。
| 年份   | 1936  | 1946  | 1954  | 1962  | 1968  | 1975  | 1982  | 1990  | 1999  | 2006  | 2007  | 2012   | 2017  |
| ------ | ----- | ----- | ----- | ----- | ----- | ----- | ----- | ----- | ----- | ----- | ----- | ------ | ----- |
| 人口數 | 6,209 | 5,732 | 6,273 | 6,801 | 7,357 | 6,888 | 7,702 | 8,182 | 8,930 | 9,737 | 9,825 | 10,072 | 9,986 |

## 经济
布吕马特是一个区域性的中心城市，当地共有各类用人单位1,352家，平均历史为14年，其中97.78%为中小型企业（PME）。洛斯贝格尔（Losberger，材料加工）、科帕米尔（Copamyl，零售）及斯特里比格运输（Autocars Striebig，交通运输）是当地2019年营业额最高的三个企业，分别为51,852,942欧元、16,996,429欧元和16,145,435欧元。

## 财政收入
2018年，布吕马特的财政收入总额为7,258,690欧元，财政支出总额为6,291,260欧元，当年的债务总额为4,565,030欧元。
2015年，布吕马特的人均收入总额为2,630欧元，其中高职人员为4,216欧元，普通职员为1,934欧元。
2017年，布吕马特境内的青壮年（15至64岁）失业率为9.2%，当地59.7%的家庭拥有纳税资格。

## 社会事务

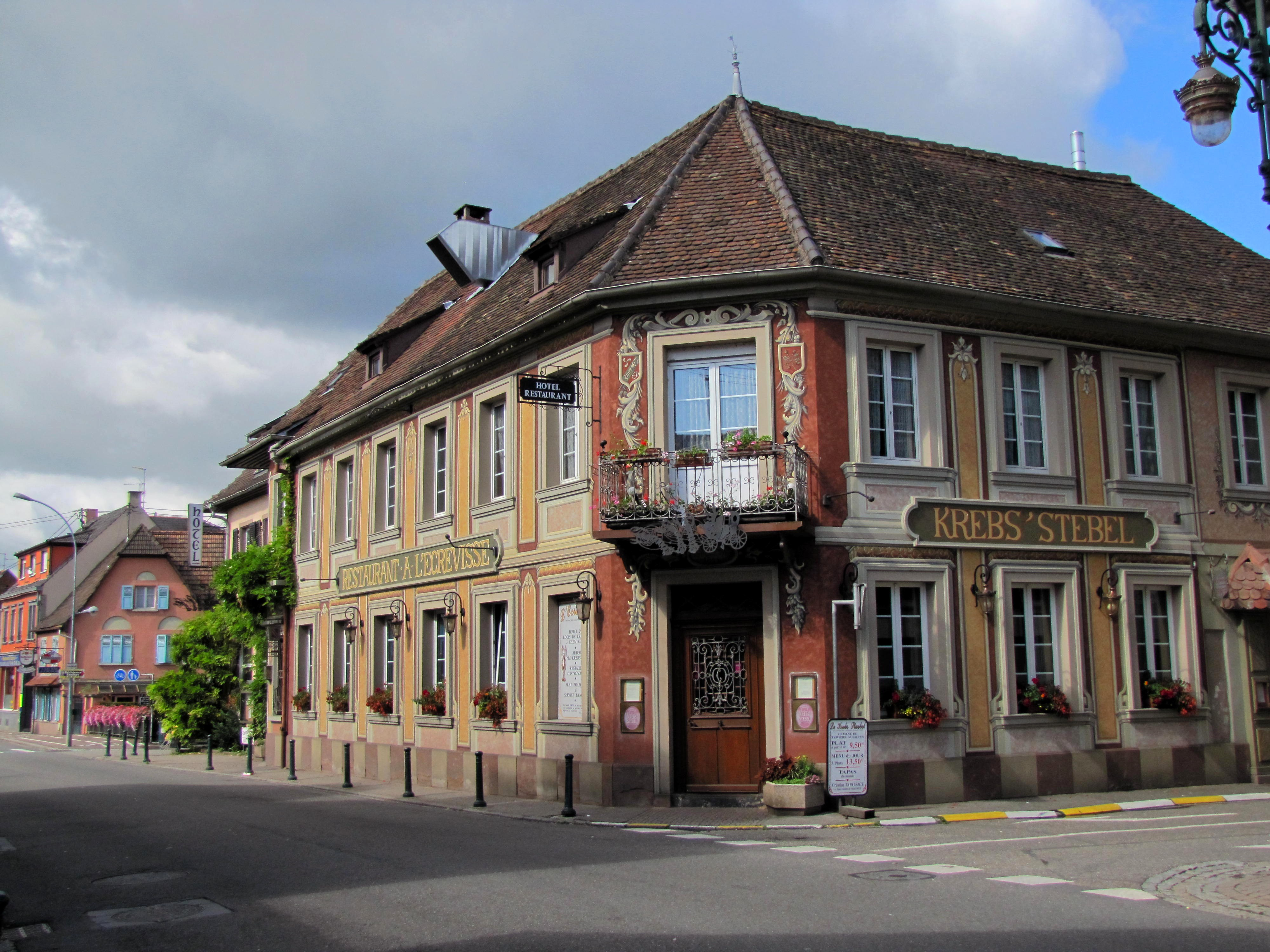
布吕马特民居

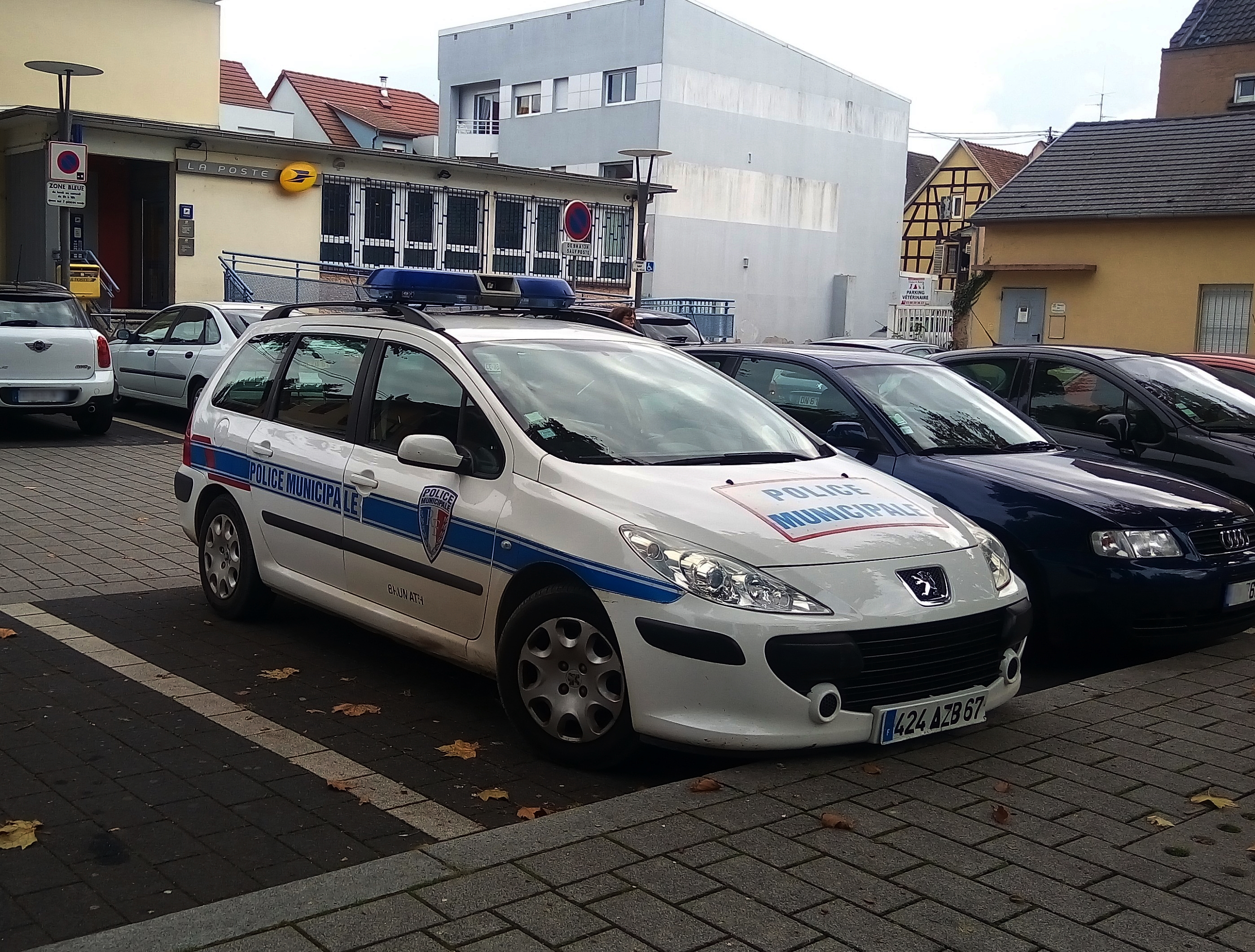
布吕马特的一辆警车

### 教育
布吕马特属于斯特拉斯堡学区。截止2019年1月1日，布吕马特境内共有2所幼儿园、4所小学和1所初级中学。2018至2019学年度，布吕马特境内共有在校中等教育阶段学生710名。

### 医疗
截止2019年1月1日，布吕马特境内共有全科医生10名、保健师17名、牙医12名、护士16名、耳科医生0名、眼科医生2名、皮肤科医生2名、助产士2名、儿科医生1名和妇科医生3名。境内共有药房2家、养老院1家、残疾人帮扶中心3家。
斯特拉斯堡大学附属医院下属的北阿尔萨斯公共健康中心（Etablissement Public de Santé Alsace Nord）位于布吕马特市区，设有床位494个，其中长期康复中心设有床位358个，是当地规模最大的公立医疗机构。

### 住房
2017年，布吕马特境内共有各类住房4,448套，其中56%为独立式居民区，43.8%为集中式居民区。常住房屋占布吕马特市镇范围内居民建筑总量的90.1%。

### 商业
2018年，布吕马特境内共有各类实体商铺232家，其中餐厅27家、大型超市4家、杂货店2家、面包房6家、肉铺2家、书店1家、装饰品店1家、银行门店9家、美容美发店13家、汽车维修店12家。市区西北部建有大型开放式商业街区。

### 体育
2019年，布吕马特境内共有2间体育馆、1座综合体育场、7处网球场、2处马术场、1处足球或橄榄球场以及1处篮球或排球场。
布吕马特体育集团（Société Sportive Brumath）是当地的一支足球队，成立于1920年，2020至2021赛季参加大东部大区足球联赛。

### 环境
布吕马特的环境事务由其所属的公共社区负责。2018年，布吕马特境内共有1家污染企业。

### 治安
2018年，布吕马特市镇范围内有1处宪兵队。
2014年，布吕马特及附近地区共发生各类案件2,405起，其中盗窃类案件1,350起，经济类案件326起，毒品交易类案件85起。

## 文化
2019年，布吕马特境内有1家电影院。布吕马特市政府提供多媒体中心，向公众全年开放。

### 建筑
布吕马特境内有多处法国国家文物保护单位，其中布吕马特历史博物馆、斯特凡斯费尔德圣母教堂等为当地的代表性建筑物。

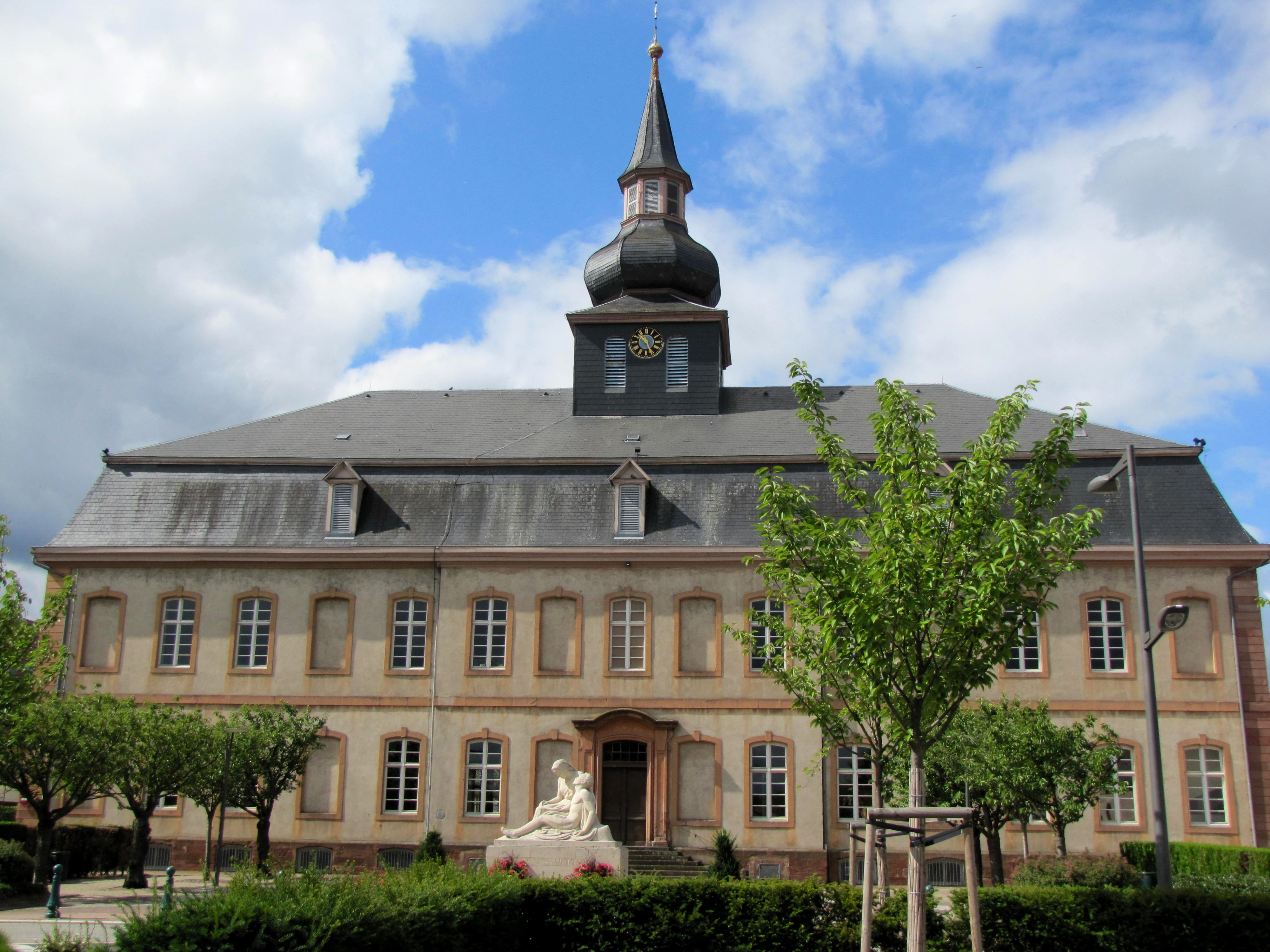
布吕马特城堡（德语：Schloss Brumath）
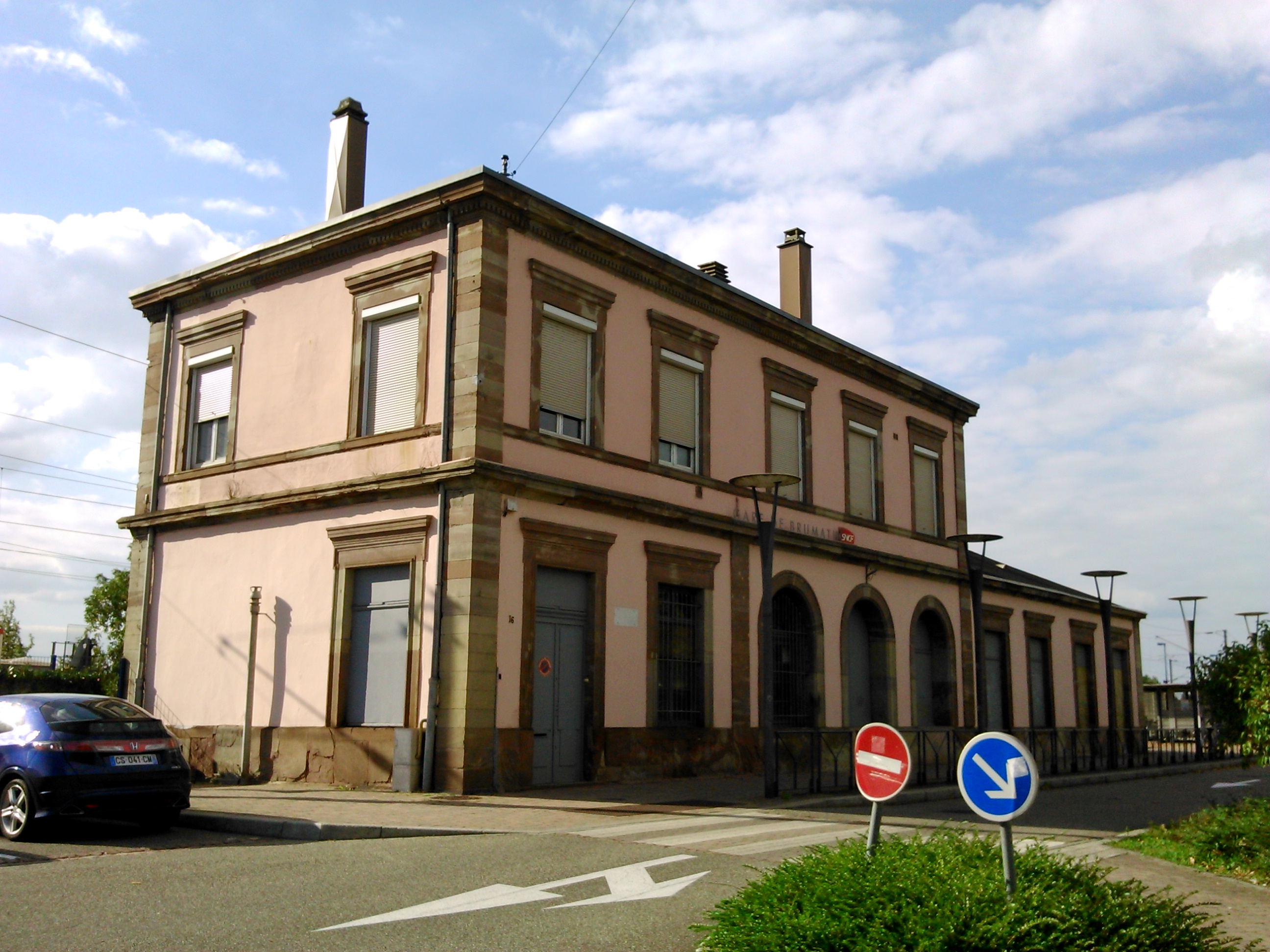
布吕马特火车站主站房
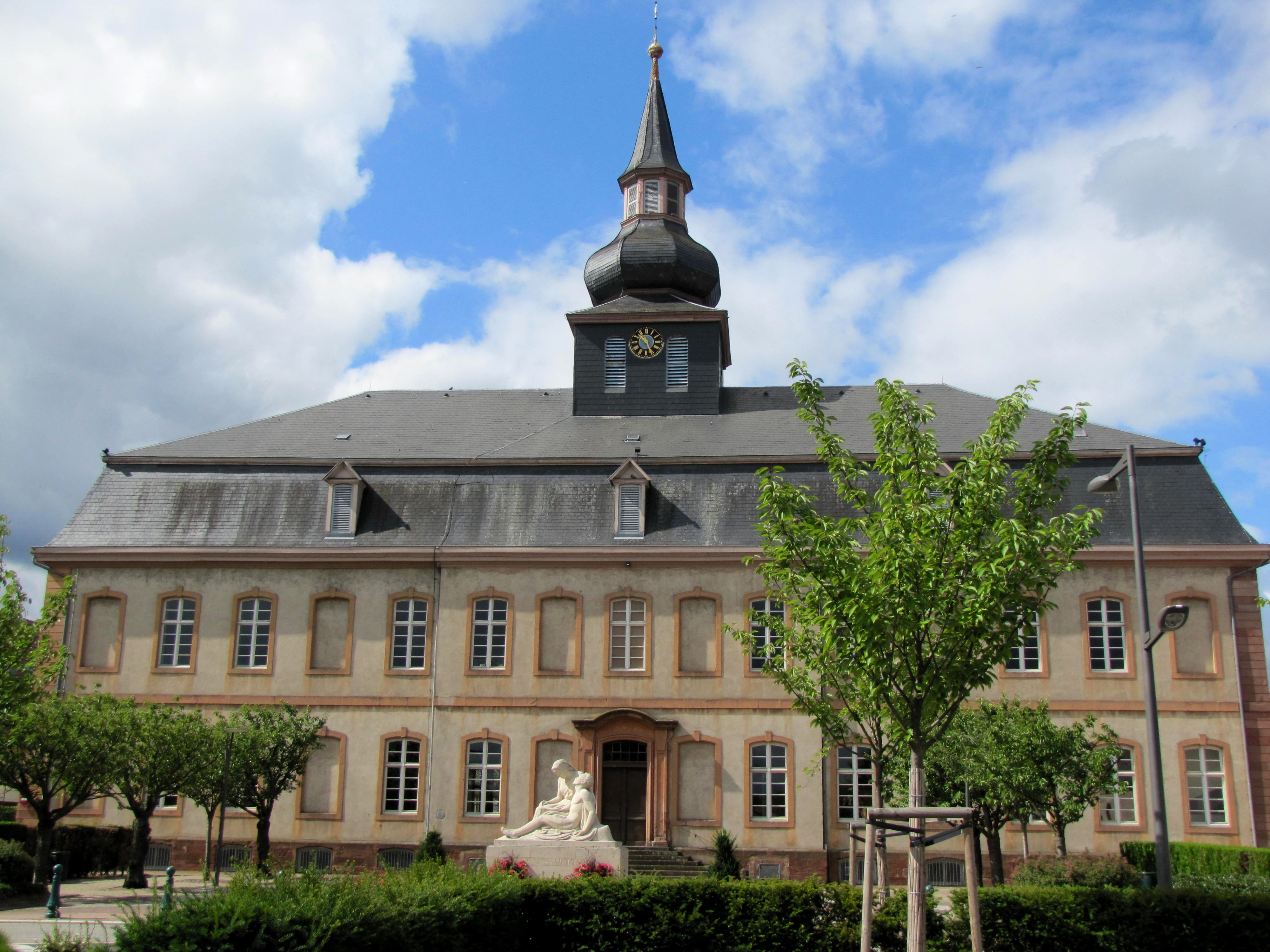
路德教堂
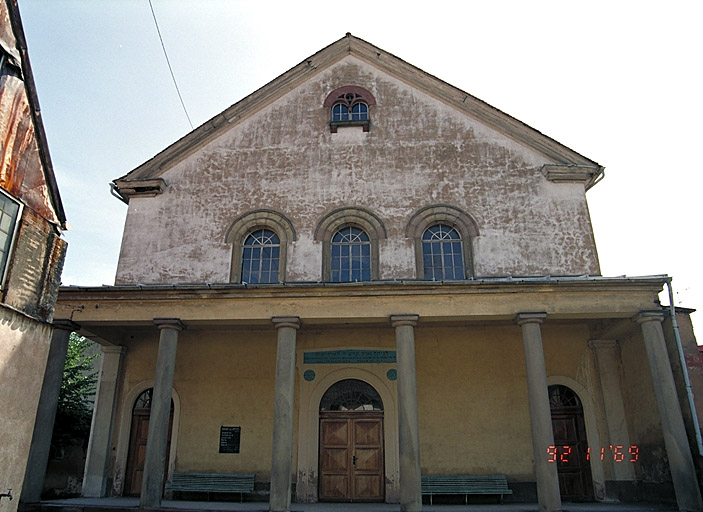
布吕马特犹太教堂（法语：Synagogue de Brumath）
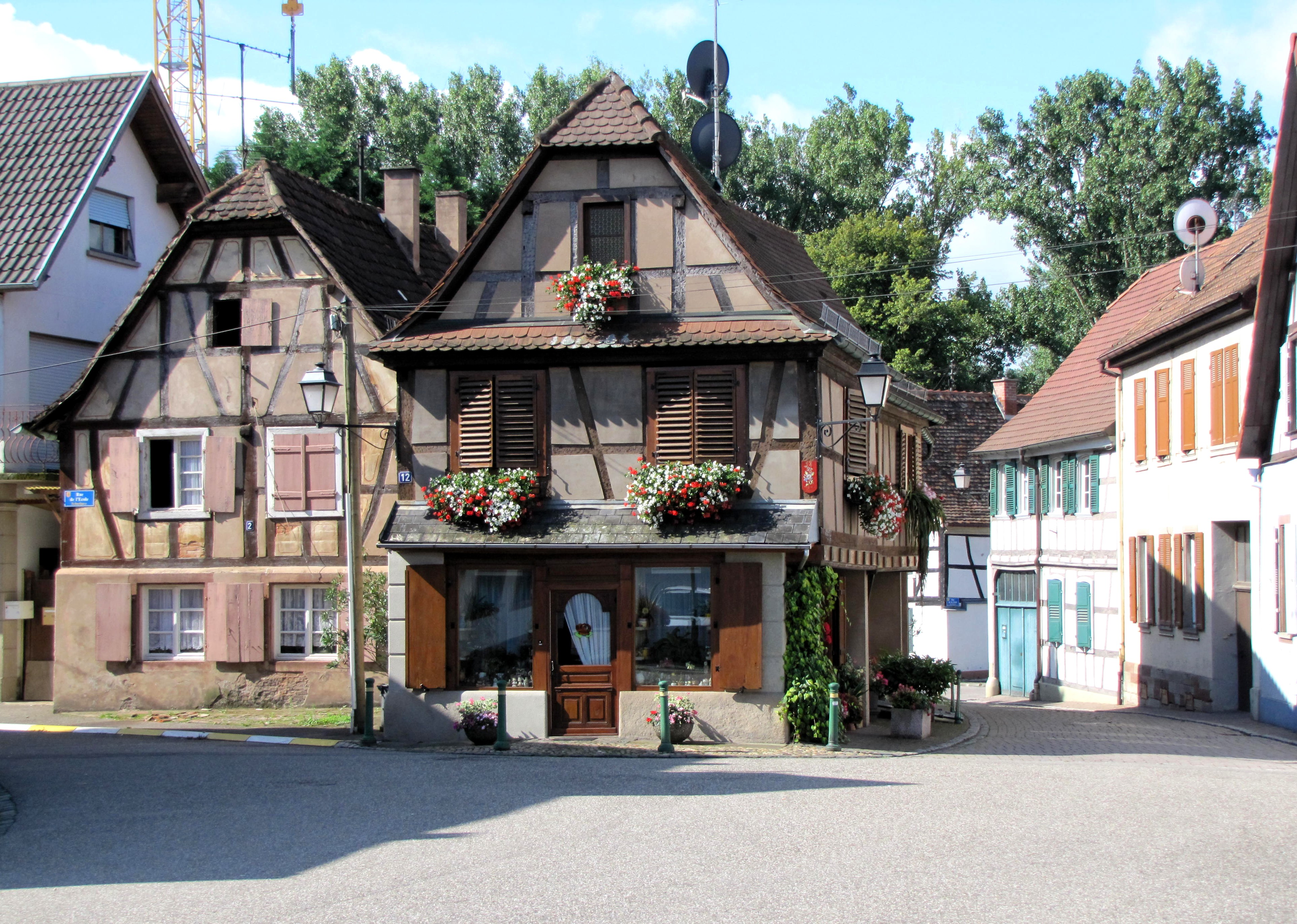
传统民居

### 旅游
布吕马特的旅游事务由其所属的公共社区负责。2020年，布吕马特境内共有1家宾馆共计44间房间。

### 媒体
法国主要的媒体均可在布吕马特接收，法国电视三台下属的大东部大区频道在部分时段播出布吕马特所属区域的地方新闻。

## 友好城市
截至2020年12月，布吕马特共与一座城市互为友好城市关系：
- 德国 丁戈尔芬